# Biff Elliot
Biff Elliot, nato Leon Shalek (Lynn, 26 luglio 1923 – Studio City, 15 agosto 2012), è stato un attore statunitense.

## Filmografia parziale

### Cinema
- La mia legge (I, the Jury), regia di Harry Essex (1953)
- La casa di bambù (House of Bamboo), regia di Samuel Fuller (1955)
- Buongiorno, Miss Dove (Good Morning, Miss Dove), regia di Henry Koster (1955)
- I diavoli del Pacifico (Between Heaven and Hell), regia di Richard Fleischer (1956)
- La vera storia di Jess il bandito (The True Story of Jesse James), regia di Nicholas Ray (1957)
- Duello nell'Atlantico (The Enemy Below), regia di Dick Powell (1957)
- 38º parallelo: missione compiuta (Pork Chop Hill), regia di Lewis Milestone (1959)
- PT 109 - Posto di combattimento! (PT 109), regia di Leslie H. Martinson e Lewis Milestone (1963)
- Blood Bath, regia di Jack Hill e Stephanie Rothman (1966)
- L'invasione - Marte attacca Terra (Destination Inner Space), regia di Francis D. Lyon (1966)
- The Hard Ride, regia di Burt Topper (1971)
- Vedovo aitante, bisognoso affetto offresi anche babysitter (Kotch), regia di Jack Lemmon (1971)
- Salvate la tigre (Save the Tiger), regia di John G. Avildsen (1973)
- Prima pagina (The Front Page), regia di Billy Wilder (1974)
- Il buio (The Dark), regia di John Cardos (1979)
- Così è la vita (That's Life!), regia di Blake Edwards (1986)

### Televisione
- Lights Out – serie TV, episodi 3x17-3x30 (1950-1951)
- Kraft Television Theatre – serie TV, 2 episodi (1951)
- Lux Video Theatre – serie TV, 2 episodi (1951-1952)
- Stage 7 – serie TV, episodio 1x09 (1955)
- Scienza e fantasia (Science Fiction Theatre) – serie TV, episodio 1x35 (1955)
- Damon Runyon Theater – serie TV, episodio 2x12 (1956)
- I segreti della metropoli (Big Town) – serie TV, 2 episodi (1956)
- Il tenente Ballinger (M Squad) – serie TV, un episodio (1958)
- Lo sceriffo indiano (Law of the Plainsman) – serie TV, episodio 1x27 (1960)
- Alfred Hitchcock presenta (Alfred Hitchcock Presents) – serie TV, 5 episodi (1960-1961)
- Surfside 6 – serie TV, episodio 1x31 (1961)
- Ripcord – serie TV, episodio 1x10 (1961)
- Indirizzo permanente (77 Sunset Strip) – serie TV, 2 episodi (1961-1962)
- The Lieutenant – serie TV, episodio 1x13 (1963)
- Combat! – serie TV, 2 episodi (1963-1966)
- The Travels of Jaimie McPheeters – serie TV, episodio 1x25 (1964)
- Star Trek – serie TV, episodio 1x25 (1967)
- Missione impossibile (Mission: Impossible) – serie TV, 4 episodi (1967-1972)
- Cannon – serie TV, 3 episodi (1972-1974)
- Provaci ancora, Harry (The Law and Harry McGraw) – serie TV, un episodio (1987)